# Ossun-ez-Angles
Ossun-ez-Angles település Franciaországban, Hautes-Pyrénées megyében. Lakosainak száma 57 fő (2022. január 1.). Ossun-ez-Angles Astugue, Arrodets-ez-Angles, Arrayou-Lahitte, Neuilh és Germs-sur-l’Oussouet községekkel határos.

## Népesség
A település népességének változása:
| Lakosok száma | 44   | 44   | 48   | 50   | 53   | 55   | 56   | 58   | 57   |
|               | 2013 | 2015 | 2016 | 2017 | 2018 | 2019 | 2020 | 2021 | 2022 |